# Dictyoglomi
Dictyoglomi é um filo de bactérias representado por uma única espécie, Dictyoglomus thermophilum, que só pode ser encontrado em fontes hidrotermais na Nova Zelândia e na Rússia e prospera em ambientes com temperaturas extremamente altas, entre 50 a 80 graus célsius . Este organismo é um termófilo extremo, quimiorganotrófico que significa que deriva energia metabolizando moléculas orgânicas e anaeróbico por não necessitar de oxigênio para crescer.  
É um organismo interessante porque produz enzimas úteis, como a mananase, amilase e a xilanase, essa por sua vez, digere o xilano, um heteropolímero de xilose. Fazendo um pré-tratamento da polpa de madeira com esta enzima, os fabricantes de papel podem alcançar níveis de branqueio similares, mas com muito menos cloro. 
É descrito como Gram-negativo, com parede tripla. 